# معماری گورکانی

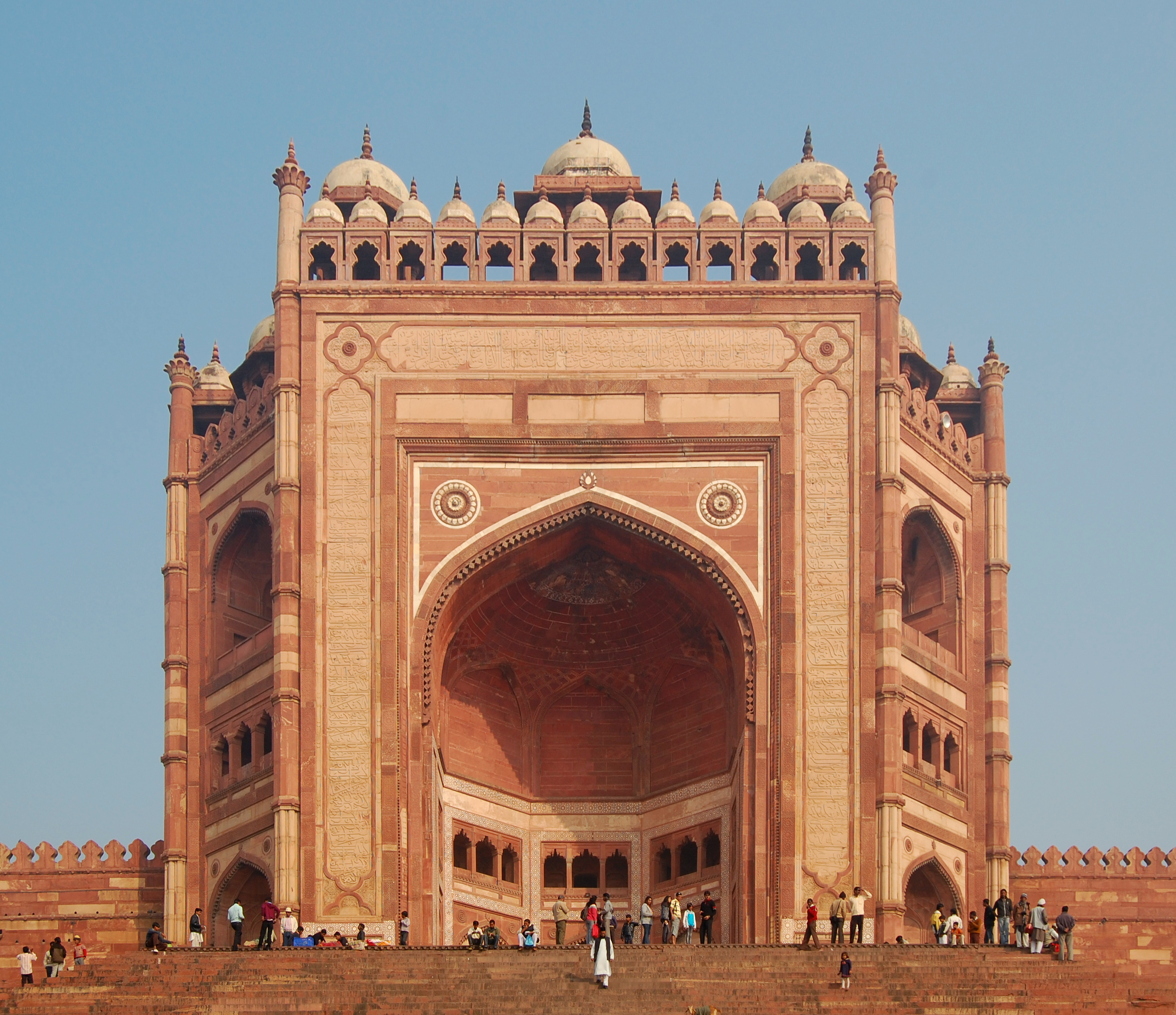
نمایی از بلند دروازه، ورودی اصلی کاخ فاتح پور سیکری در منطقهٔ اگرا در اوتار پرادش.

معماری گورکانی یا معماری مغولی به معماری دوره سال‌های ۱۵۳۰ تا ۱۸۵۰ در هند گفته می‌شود که دوره حاکمیت پادشاهان گورکانی در هند بود.
شاخصه‌های این سبک معماری، کاخ‌ها و مسجدها و کارهای تزئینی پُرجزئیات است. معماری گورکانی آخرین مرحلهٔ معماری اسلامی هندی است و عمارت تاج‌محل مشهورترین نمونهٔ آن می‌باشد.
علت نام‌گذاری این سبک در زبان‌های غربی به نام مغولی این بود که بابر و جانشینانش اگرچه فارسی‌زبان بودند اما از نوادگان و اعقاب تیمور لنگ و چنگیز خان مغول بودند.

## یادبودها
همایون تمب، لال قلعه یا رد فورت، تاج محل، قلعه اگرا، بلند دروازه در فتح پوری، مسجد جامع دهلی نمونه اینگونه معماری است.
بناهای معماری گورکانی همگی دارای گنبدهای مدور بیضی است که تقلیدی از معماری ایرانی است.

## نگارخانه

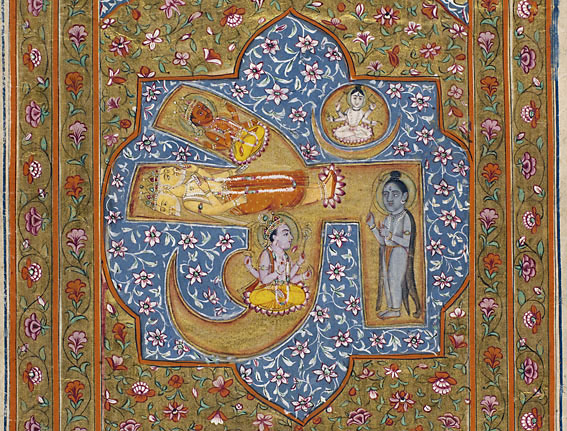
تأثیر فرهنگ هند بر معماری اسلامی؛ نماد اُم بر کاشی‌کاری
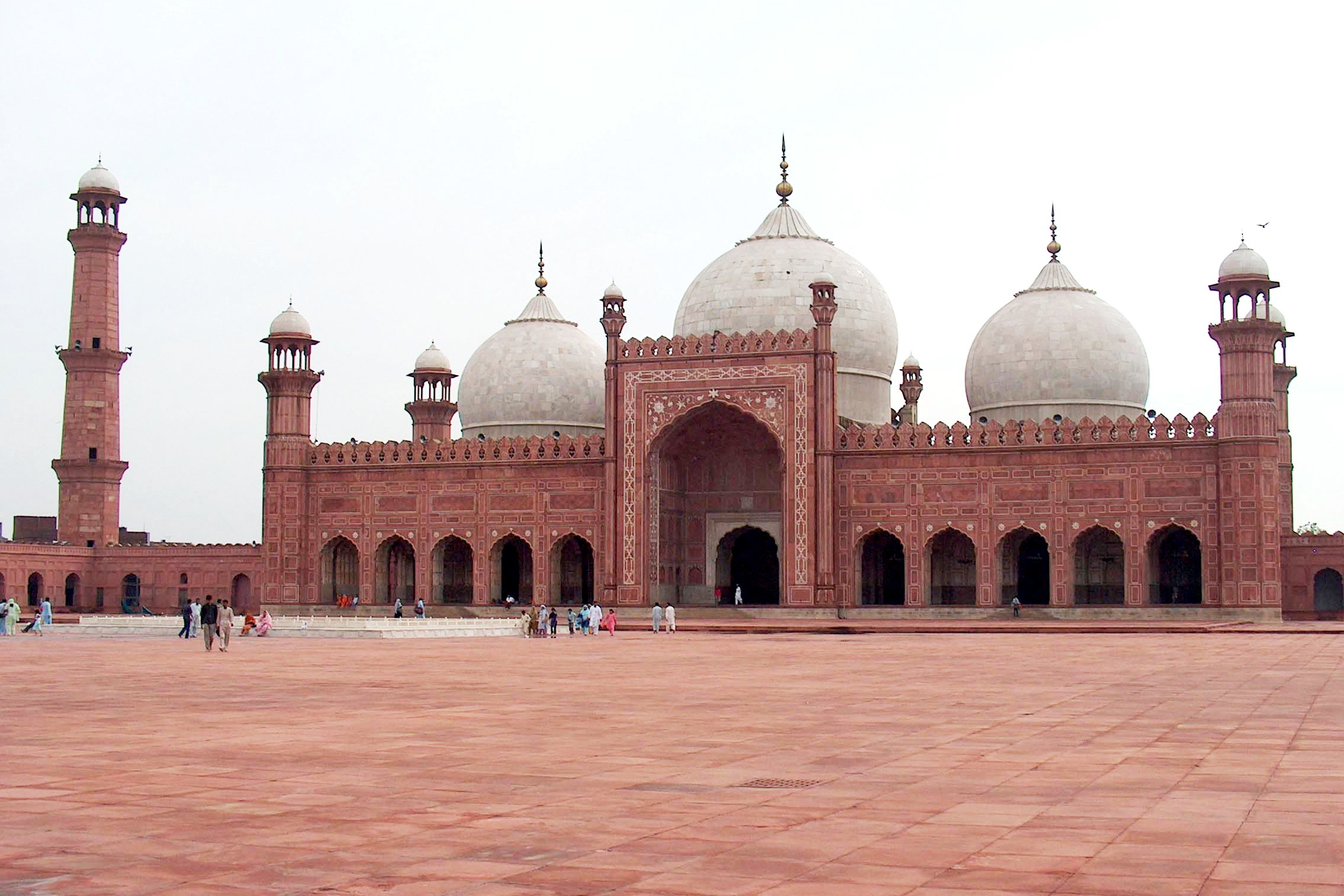
مسجد پادشاهی در لاهور، نمونه‌ای از شیوه معماری گورکانی
تاج محل؛ معروفترین اثر معماری مغولی
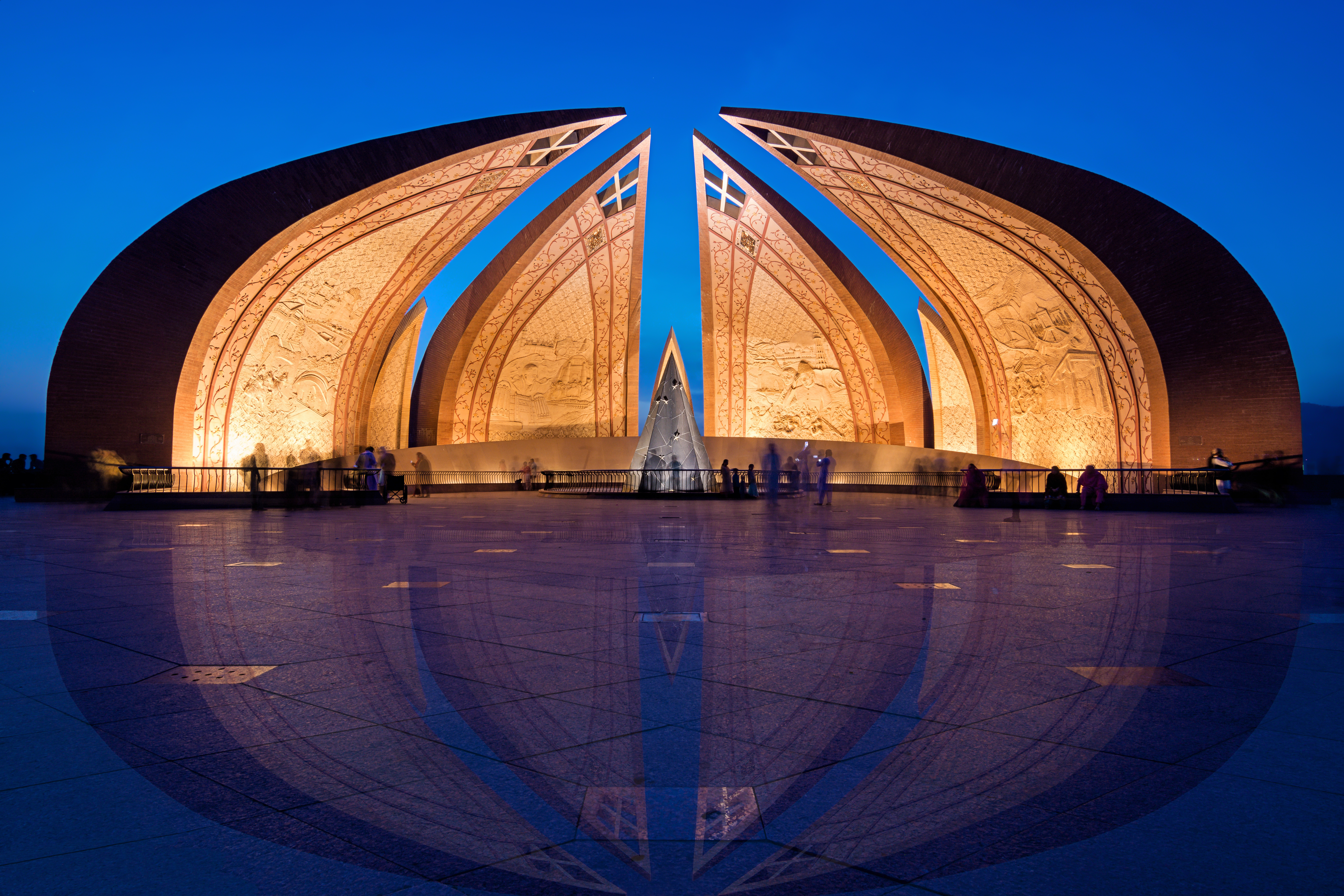
یادبود پاکستان